# Liste de films tournés dans le département de la Loire-Atlantique
Un certain nombre d'œuvres cinématographiques et télévisuelles ont été tournés dans le département de la Loire-Atlantique.
Voici une liste à compléter de films, téléfilms, feuilletons télévisés, films documentaires... tournés dans le département de la Loire-Atlantique, classés par commune, lieu de tournage et date de diffusion. 
- Haut – A
- B
- C
- D
- E
- F
- G
- H
- I
- J
- K
- L
- M
- N
- O
- P
- Q
- R
- S
- T
- U
- V
- W
- X
- Y
- Z

## A
- Ancenis
  - 1968 : Adolphe ou l'Âge tendre de Bernard Toublanc-Michel

- Haut – A
- B
- C
- D
- E
- F
- G
- H
- I
- J
- K
- L
- M
- N
- O
- P
- Q
- R
- S
- T
- U
- V
- W
- X
- Y
- Z

## B
- Batz-sur-Mer
  - 1921 : Les Trois Mousquetaires d'Henri Diamant-Berger
  - 1932 : Les Trois Mousquetaires d'Henri Diamant-Berger

- Haut – A
- B
- C
- D
- E
- F
- G
- H
- I
- J
- K
- L
- M
- N
- O
- P
- Q
- R
- S
- T
- U
- V
- W
- X
- Y
- Z

## C
- Couëron
  - 1991 : Jacquot de Nantes d'Agnès Varda

- Haut – A
- B
- C
- D
- E
- F
- G
- H
- I
- J
- K
- L
- M
- N
- O
- P
- Q
- R
- S
- T
- U
- V
- W
- X
- Y
- Z

## D
- Donges
  - 1998 : Le Poulpe de Guillaume Nicloux

- Haut – A
- B
- C
- D
- E
- F
- G
- H
- I
- J
- K
- L
- M
- N
- O
- P
- Q
- R
- S
- T
- U
- V
- W
- X
- Y
- Z

## E
- Haut – A
- B
- C
- D
- E
- F
- G
- H
- I
- J
- K
- L
- M
- N
- O
- P
- Q
- R
- S
- T
- U
- V
- W
- X
- Y
- Z

## F
- Haut – A
- B
- C
- D
- E
- F
- G
- H
- I
- J
- K
- L
- M
- N
- O
- P
- Q
- R
- S
- T
- U
- V
- W
- X
- Y
- Z

## G
- Guérande
  - 1921 : Les Trois Mousquetaires d'Henri Diamant-Berger
  - 1932 : Les Trois Mousquetaires d'Henri Diamant-Berger
  - 2014 : Qui vive de Marianne Tardieu

- Haut – A
- B
- C
- D
- E
- F
- G
- H
- I
- J
- K
- L
- M
- N
- O
- P
- Q
- R
- S
- T
- U
- V
- W
- X
- Y
- Z

## H
- Haut – A
- B
- C
- D
- E
- F
- G
- H
- I
- J
- K
- L
- M
- N
- O
- P
- Q
- R
- S
- T
- U
- V
- W
- X
- Y
- Z

## I
- Haut – A
- B
- C
- D
- E
- F
- G
- H
- I
- J
- K
- L
- M
- N
- O
- P
- Q
- R
- S
- T
- U
- V
- W
- X
- Y
- Z

## J
- Haut – A
- B
- C
- D
- E
- F
- G
- H
- I
- J
- K
- L
- M
- N
- O
- P
- Q
- R
- S
- T
- U
- V
- W
- X
- Y
- Z

## K
- Haut – A
- B
- C
- D
- E
- F
- G
- H
- I
- J
- K
- L
- M
- N
- O
- P
- Q
- R
- S
- T
- U
- V
- W
- X
- Y
- Z

## L
- La Baule-Escoublac
  - 1961 : Lola de Jacques Demy[1]
  - 1964 : Les Baisers : Baiser d'été de Bernard Toublanc-Michel[2]
  - 1990 : La Baule-les-Pins de Diane Kurys
  - 2006 : Maldonne téléfilm de  Patrice Martineau
  - 2014 : Jamais le premier soir de Mélissa Drigeard

- La Chapelle-Basse-Mer
  - 1991 : Jacquot de Nantes d'Agnès Varda

- La Turballe
  - 1990 : La Baule-les-Pins de Diane Kurys
  - 1997 : Marthe ou la promesse du jour de Jean-Loup Hubert[3]
  - 2000 : Presque rien de Sébastien Lifshitz (plage de Pen-Bron)

- Le Cellier
  - 1968 : Adolphe ou l'Âge tendre de Bernard Toublanc-Michel

- Le Croisic
  - 1913 : La Glu d'Albert Capellani
  - 1921 : Les Trois Mousquetaires d'Henri Diamant-Berger
  - 1932 : Les Trois Mousquetaires d'Henri Diamant-Berger
  - 1964 : Les Baisers : Baiser d'été de Bernard Toublanc-Michel[2]
  - 1990 : La Baule-les-Pins de Diane Kurys
  - 1997 : Marthe ou la promesse du jour de Jean-Loup Hubert[3]
  - 2011 : Ni à vendre, ni à louer de Pascal Rabaté

- Legé
  - 1965 : Le Tonnerre de Dieu de Denys de La Patellière

- Le Pouliguen
  - 1973 : Le Mataf de Serge Leroy[4]
  - 1990 : La Baule-les-Pins de Diane Kurys
  - 2006 : Maldonne téléfilm de  Patrice Martineau

- Haut – A
- B
- C
- D
- E
- F
- G
- H
- I
- J
- K
- L
- M
- N
- O
- P
- Q
- R
- S
- T
- U
- V
- W
- X
- Y
- Z

## M
- Mauves-sur-Loire
  - 1991 : Jacquot de Nantes d'Agnès Varda
  - 2002 : Les Glaneurs et la Glaneuse, Deux ans après d'Agnès Varda[5]

- Missillac
  - 1964 : Hardi ! Pardaillan  de Bernard Borderie (Château de la Bretesche)

- Moisdon-la-rivière
  - 2009 : Sous les pavés, la terre, documentaire de Thierry Kruger et Pablo Girault

- Haut – A
- B
- C
- D
- E
- F
- G
- H
- I
- J
- K
- L
- M
- N
- O
- P
- Q
- R
- S
- T
- U
- V
- W
- X
- Y
- Z

## N
- Nantes
  - 1946 : Le Bateau à soupe de Maurice Gleize (Passage Pommeraye, Quai de l'Erdre)[6]
  - 1958 : Les Pays de la Loire documentaire de René Corpel et Bernard Pasdeloup
  - 1961 : Lola de Jacques Demy (Passage Pommeraye)[1]
  - 1962 : Maléfices d'Henri Decoin
  - 1964 : Les Parapluies de Cherbourg de Jacques Demy (Passage Pommeraye)[7]
  - 1965 : Le Tonnerre de Dieu de Denys de La Patellière
  - 1968 : Adolphe ou l'Âge tendre de Bernard Toublanc-Michel
  - 1969 : Du soleil plein les yeux de Michel Boisrond
  - 1973 : Le Mataf de Serge Leroy (Passage Pommeraye, Café de la Bourse, Place du commerce, quai Wilson, Théâtre Graslin)[4]
  - 1974 : L'Ironie du sort d'Édouard Molinaro
  - 1979 : Rue du Pied de Grue de Jean-Jacques Grand-Jouan
  - 1982 : Une chambre en ville de Jacques Demy[8]
  - 1983 : Debout les crabes, la mer monte ! de Jean-Jacques Grand-Jouan (Passage Pommeraye)[9]
  - 1987 : Soigne ta droite de Jean-Luc Godard
  - 1991 : Les Arcandiers de Manuel Sanchez[10]
  - 1991 : Jacquot de Nantes d'Agnès Varda
  - 1991 : La Reine blanche de Jean-Loup Hubert[11],[12]
  - 1993 : À cause d'elle de Jean-Loup Hubert
  - 2001 : Mercredi, folle journée ! de Pascal Thomas
  - 2005 : Sauf le respect que je vous dois de Fabienne Godet
  - 2006 : Maldonne téléfilm de  Patrice Martineau (rue de la Fosse, place Graslin, Allée Brancas)[13]
  - 2007 : Un baiser, s'il vous plaît !  de Emmanuel Mouret
  - 2009 : La possibilité d'être humain, documentaire de Thierry Kruger et Pablo Girault-Lazaré
  - 2012 : Les Mouvements du bassin de HPG

- Haut – A
- B
- C
- D
- E
- F
- G
- H
- I
- J
- K
- L
- M
- N
- O
- P
- Q
- R
- S
- T
- U
- V
- W
- X
- Y
- Z

## O
- Orvault
  - 2006 : Maldonne téléfilm de  Patrice Martineau

- Haut – A
- B
- C
- D
- E
- F
- G
- H
- I
- J
- K
- L
- M
- N
- O
- P
- Q
- R
- S
- T
- U
- V
- W
- X
- Y
- Z

## P
- Pontchâteau
  - 1991 : Jacquot de Nantes d'Agnès Varda

- Pornic
  - 2013 : Demi-sœur de Josiane Balasko

- Pornichet
  - 1990 : La Baule-les-Pins de Diane Kurys
  - 2000 : Presque rien de Sébastien Lifshitz

- Haut – A
- B
- C
- D
- E
- F
- G
- H
- I
- J
- K
- L
- M
- N
- O
- P
- Q
- R
- S
- T
- U
- V
- W
- X
- Y
- Z

## Q
- Haut – A
- B
- C
- D
- E
- F
- G
- H
- I
- J
- K
- L
- M
- N
- O
- P
- Q
- R
- S
- T
- U
- V
- W
- X
- Y
- Z

## R
- Rezé
  - 1946 : Le Bateau à soupe de Maurice Gleize[6]
  - 1991 : La Reine blanche de Jean-Loup Hubert[12]
  - 2002 : Les Glaneurs et la Glaneuse, Deux ans après de Agnès Varda[5]

- Rouans
  - 1987 : Le Grand Chemin de Jean-Loup Hubert

- Haut – A
- B
- C
- D
- E
- F
- G
- H
- I
- J
- K
- L
- M
- N
- O
- P
- Q
- R
- S
- T
- U
- V
- W
- X
- Y
- Z

## S
- Saillé
  - 1921 : Les Trois Mousquetaires d'Henri Diamant-Berger
  - 1932 : Les Trois Mousquetaires d'Henri Diamant-Berger

- Saint-Brevin-les-Pins
  - 1990 : La Baule-les-Pins de Diane Kurys
  - 2013 : Demi-sœur de Josiane Balasko

- Saint-Marc-sur-Mer (commune de Saint-Nazaire)
  - 1951 : Les Vacances de Monsieur Hulot de Jacques Tati

- Saint-Nazaire
  - 1958 : Les Pays de la Loire documentaire de René Corpel et Bernard Pasdeloup
  - 1962 : Le bonheur est pour demain d'Henri Fabiani
  - 1991 : Les Arcandiers de Manuel Sanchez[10]
  - 1998 : Le Poulpe de Guillaume Nicloux
  - 2008 : Les Vacances de Clémence de Michel Andrieu

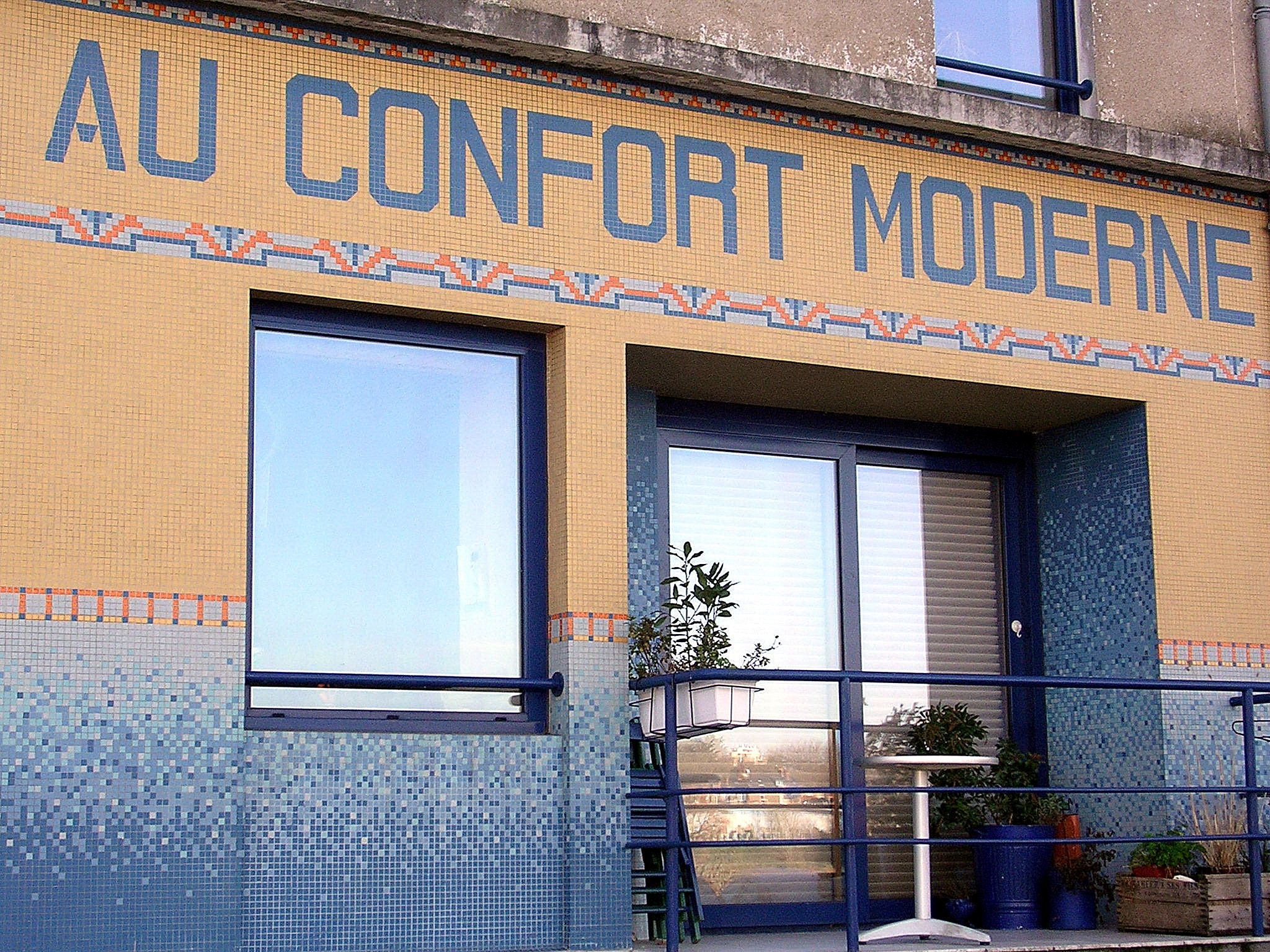
Façade ayant servi de décor au film La Reine blanche, à Trentemoult.

- Haut – A
- B
- C
- D
- E
- F
- G
- H
- I
- J
- K
- L
- M
- N
- O
- P
- Q
- R
- S
- T
- U
- V
- W
- X
- Y
- Z

## T
- Trentemoult (commune de Rezé) 
  - 1991 : La Reine blanche de Jean-Loup Hubert
  - 2004 : La Demoiselle d'honneur de Claude Chabrol

- Haut – A
- B
- C
- D
- E
- F
- G
- H
- I
- J
- K
- L
- M
- N
- O
- P
- Q
- R
- S
- T
- U
- V
- W
- X
- Y
- Z

## U
- Haut – A
- B
- C
- D
- E
- F
- G
- H
- I
- J
- K
- L
- M
- N
- O
- P
- Q
- R
- S
- T
- U
- V
- W
- X
- Y
- Z

## V
- Haut – A
- B
- C
- D
- E
- F
- G
- H
- I
- J
- K
- L
- M
- N
- O
- P
- Q
- R
- S
- T
- U
- V
- W
- X
- Y
- Z

## W
- Haut – A
- B
- C
- D
- E
- F
- G
- H
- I
- J
- K
- L
- M
- N
- O
- P
- Q
- R
- S
- T
- U
- V
- W
- X
- Y
- Z

## X
- Haut – A
- B
- C
- D
- E
- F
- G
- H
- I
- J
- K
- L
- M
- N
- O
- P
- Q
- R
- S
- T
- U
- V
- W
- X
- Y
- Z

## Y
- Haut – A
- B
- C
- D
- E
- F
- G
- H
- I
- J
- K
- L
- M
- N
- O
- P
- Q
- R
- S
- T
- U
- V
- W
- X
- Y
- Z

## Z
- Haut – A
- B
- C
- D
- E
- F
- G
- H
- I
- J
- K
- L
- M
- N
- O
- P
- Q
- R
- S
- T
- U
- V
- W
- X
- Y
- Z